# Дани Макели
Дани Десмонд Макели (хол. Danny Desmond Makkelie; Вилемстад, 28. јануар 1983) холандски је фудбалски арбитар. Налази се на Фифином списку судија од 2011. године као и на Уефином списку елитних судија.
Такође ради као полицијски инспектор у Ротердаму и као координатор за развој арбитраже у Краљевском фудбалском савезу Холандије. Судио је на Мундијалу 2018, а био је и један од арбитара за ВАР-ом у финалу поменутог првенства.
Макели је био главни судија у финалу Лиге Европе 2020. године између Севиље и Интер Милана.